# استفانو گالوانی
 استفانو گالوانی (ایتالیایی: Stefano Galvani؛ زاده ۳ ژوئن ۱۹۷۷) یک تنیس‌باز اهل ایتالیا است.